# Hymn till den Allraheligaste Gudaföderskan

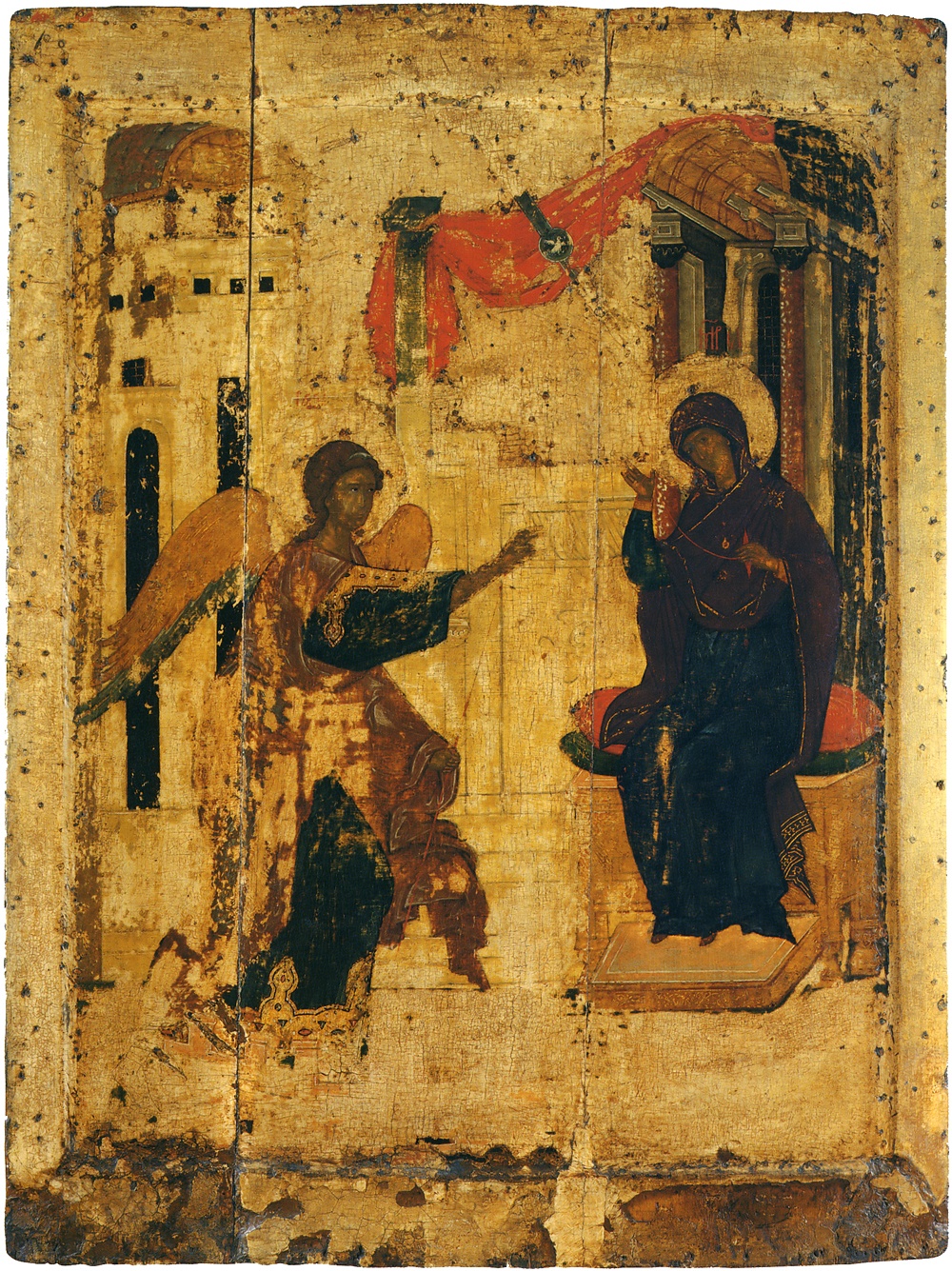
Ikon som föreställer Bebådelsen.

Hymn till den Allraheligaste Gudaföderskan, eller Hymn till den Allraheligaste Theotokos, är en östlig ortodox bön och hymn till Jungfru Maria (Guds Moder).

## Bönen
Hymn till den Allraheligaste Gudaföderskan är lik Romersk-katolska kyrkans Ave Maria, men något annorlunda och kortare.
Bönen är uppbyggd på Elisabets och ärkeängeln Gabriels glada hälsningar (besökelsen och bebådelsen) till Jungfru Maria (Lukasevangeliet 1:28 och Lukasevangeliet 1:42). Dock finns inte förbönen med i den ortodoxa versionen, jämfört den katolska.